# التغذية المتقدمة (مجلة)
مجلة التغذية المتقدمة (العنوان الفرعي: استعراض المجلة الدولية) هي مجلة تختص بالتغذية تصدر كل شهرين لاستعراض الأقران للمجلات الطبية وتنشر مقالات المراجعة في مجال علم التغذية . تم تأسيسها في عام 2010 ونشرتها الجمعية الأمريكية للتغذية . رئيس التحرير هو كاثرين تاكر من جامعة ماساتشوستس لويل . وفقًا لتقارير جورنال سايتيشن، فإن المجلة لديها عامل تأثير 2017 يبلغ 6.853. 

1. ↑  "Advances in Nutrition". 2017 Journal Citation Reports. شبكة العلوم (ط. Science). كلاريفيت. 2018.
2. ↑  Advances in Nutrition | Oxford Academic نسخة محفوظة 22 مارس 2019 على موقع واي باك مشين.

## روابط خارجية
- الموقع الرسمي